# Aleksandr Sumarokov
Aleksandr Petrovitj Sumarokov (ryska: Александр Петрович Сумароков), född 25 november (gamla stilen: 14 november) 1717 i Moskva, död där 12 oktober (gamla stilen: 1 oktober) 1777, var en rysk författare. 
Sumarokov blev efter studier i kadettskola anställd i greve Burkhard Christoph von Münnichs krigskansli, sedan hos greve Aleksej Razumovskij och avancerade till brigadjär. Redan under skoltiden röjde sig hans litterära talang, och 1747 inlämnade han en ansökan till ryska vetenskapsakademien om tillstånd att få publicera tragedin Chorev, som med stor framgång uppfördes i Sankt Petersburg. Härpå följde Hamlet, Sinav i Truvor, Artistona, Semira och komedierna Tjudovistii och Tressotinius, vilka samtliga spelades av kadetter. 
År 1756 inrättades en kejserlig teater, vars direktör Sumarokov blev, men på grund personliga motsättningar lämnade han denna befattning 1761. Han skrev även bland annat oden, elegier, fabler och satirer samt uppsatte 1759 tidskriften "Trudoljubivaja ptjela" (Det flitiga biet), som dock snart måste upphöra. År 1775 skrev han texten till den första ryska operan, Tsefal i Prokrisa (med musik av hovkapellmästaren Araja). För scenen arbetade han rastlöst: Pustynnik (1757), Jaropolk i Dimiza (1758), Vysjeslav (1768), Dmitrij Samozvanets (1771), Mstislav (1774) samt flera komedier och baletter. 
Sumarokovs skådespel, som strängt höll sig till pseudoklassicitetens lagar, saknade ej kulturhistorisk, uppfostrande betydelse för sin tid och utmärks för ledig behandling av alexandrinen. Även i de fall, där han upptog nationella stoff, till exempel i Den falske Dmitrij, är hans hjältar stöpta i den franska formen, och hans Hamlet verkar som en grotesk parodi på William Shakespeare. 
Sumarokov har kallats "Nordens Racine" och "ryska teaterns fader". Han var på sin tid överskattad, för att senare bli underskattad och därefter erhålla en viss litterär upprättelse. Hans dikter utgavs 1769, hans samlade verk 1781 och 1787 av Nikolaj Novikov.